# أكولا (الهند)
أكولا هي مدينة، في الهند، تتبع منطقة اكولا، وهي عاصمتها، بلغ عدد سكانها 425,817 نسمة، تبلغ مساحتها 54.31 كيلومتر مربع، رمزها البريدي هو 444001.

## الموقع
تشترك في الحدود مع:
- Akot [الإنجليزية]‏.

## المناخ
يظهر الجدول التالي التغييرات المناخية على مدار السنة لأكولا:
| البيانات المناخية لـأكولا                                        | البيانات المناخية لـأكولا | البيانات المناخية لـأكولا | البيانات المناخية لـأكولا | البيانات المناخية لـأكولا | البيانات المناخية لـأكولا | البيانات المناخية لـأكولا | البيانات المناخية لـأكولا | البيانات المناخية لـأكولا | البيانات المناخية لـأكولا | البيانات المناخية لـأكولا | البيانات المناخية لـأكولا | البيانات المناخية لـأكولا | البيانات المناخية لـأكولا |
| الشهر                                                            | يناير                     | فبراير                    | مارس                      | أبريل                     | مايو                      | يونيو                     | يوليو                     | أغسطس                     | سبتمبر                    | أكتوبر                    | نوفمبر                    | ديسمبر                    | المعدل السنوي             |
| ---------------------------------------------------------------- | ------------------------- | ------------------------- | ------------------------- | ------------------------- | ------------------------- | ------------------------- | ------------------------- | ------------------------- | ------------------------- | ------------------------- | ------------------------- | ------------------------- | ------------------------- |
| الدرجة القصوى °م (°ف)                                            | 35.0 (95.0)               | 38.2 (100.8)              | 42.6 (108.7)              | 45.8 (114.4)              | 47.1 (116.8)              | 45.4 (113.7)              | 39.7 (103.5)              | 36.6 (97.9)               | 39.2 (102.6)              | 39.3 (102.7)              | 35.8 (96.4)               | 34.3 (93.7)               | 47.1 (116.8)              |
| متوسط درجة الحرارة الكبرى °م (°ف)                                | 29.9 (85.8)               | 32.8 (91.0)               | 37.3 (99.1)               | 40.9 (105.6)              | 42.5 (108.5)              | 37.6 (99.7)               | 32.4 (90.3)               | 30.6 (87.1)               | 32.5 (90.5)               | 34.1 (93.4)               | 31.7 (89.1)               | 29.5 (85.1)               | 34.3 (93.8)               |
| متوسط درجة الحرارة الصغرى °م (°ف)                                | 13.1 (55.6)               | 15.4 (59.7)               | 19.7 (67.5)               | 24.2 (75.6)               | 27.3 (81.1)               | 25.5 (77.9)               | 23.5 (74.3)               | 23.0 (73.4)               | 22.5 (72.5)               | 19.7 (67.5)               | 15.6 (60.1)               | 12.4 (54.3)               | 20.2 (68.3)               |
| أدنى درجة حرارة °م (°ف)                                          | 5.8 (42.4)                | 7.8 (46.0)                | 10.0 (50.0)               | 16.4 (61.5)               | 20.2 (68.4)               | 20.8 (69.4)               | 20.4 (68.7)               | 19.8 (67.6)               | 15.2 (59.4)               | 13.0 (55.4)               | 8.0 (46.4)                | 6.8 (44.2)                | 5.8 (42.4)                |
| الهطول مم (إنش)                                                  | 10.4 (0.41)               | 8.1 (0.32)                | 10.0 (0.39)               | 4.1 (0.16)                | 9.8 (0.39)                | 144.9 (5.70)              | 217.2 (8.55)              | 196.6 (7.74)              | 122.7 (4.83)              | 47.7 (1.88)               | 18.7 (0.74)               | 12.1 (0.48)               | 802.3 (31.59)             |
| متوسط الأيام الممطرة                                             | 1.4                       | 1.4                       | 0.9                       | 0.4                       | 1.4                       | 9.2                       | 13.4                      | 13.4                      | 7.6                       | 3.3                       | 1.3                       | 0.9                       | 54.6                      |
| متوسط الرطوبة النسبية (%)                                        | 46                        | 37                        | 26                        | 24                        | 31                        | 56                        | 73                        | 78                        | 68                        | 55                        | 48                        | 47                        | 49                        |
| المصدر #1: India Meteorological Department (1901-2000)           |                           |                           |                           |                           |                           |                           |                           |                           |                           |                           |                           |                           |                           |
| المصدر #2: NOAA (extremes, mean, rain days, humidity, 1971-1990) |                           |                           |                           |                           |                           |                           |                           |                           |                           |                           |                           |                           |                           |